# Byzantine Institute of America
Byzantine Institute of America – organizacja założona w 1931 roku w celu ochrony bizantyńskiej sztuki i architektury. Jego fundatorem był Thomas Whittemore. Jej największym znaczącym sukcesem była restauracja zachowanej mozaiki w Hagia Sophia rozpoczęta w czerwcu 1931 roku. Instytut znajduje się w Dumbarton Oaks Research Library and Collection.